# Sotto il vulcano (Marcella Bella)
(Sotto il vulcano)
Sotto il vulcano è un album del 1991 di Marcella Bella.

## Il disco
L'album è pubblicato nel 1991 e rappresenta il primo vero insuccesso per la cantante, infatti la promozione è compromessa da incomprensioni tra Marcella e la sua casa discografica di allora, con la quale poi avrà una rottura.
L'evocativo pezzo title track scritto da Valerio Negrini e Roby Facchinetti, nelle intenzioni di Marcella, doveva essere presentato al Festival di Sanremo di quell'anno ma la casa discografica non lo ritenne adatto. Si tratta di un brano decisamente autobiografico che affronta ancora una volta un tema delicato e caro alla cantante, quale è quello dell'emigrazione e più in generale del legame con le proprie origini; caldamente soul l'impostazione vocale adottata per l'occasione.
La canzone Amici è cantata in coppia con Riccardo Fogli.
L'album, nonostante il mancato successo, appare un disco maturo e ricercato.

## Tracce
1. Sotto il vulcano (testo: Valerio Negrini – musica: Roby Facchinetti)
2. Amici (testo: Valerio Negrini – musica: Roby Facchinetti) – Cantata in coppia con Riccardo Fogli
3. Porto Wuebo (testo: Antonio Bella – musica: Rosario Bella)
4. Adigulà (testo: Ferrato Raffaele – musica: Ferrato Raffaele-Menegale Sergio)
5. Domani (Vito Cardici)
6. E sarebbe bello diventare insieme un pensiero solo (Ferrato Raffaele-Menegale Sergio)
7. Di notte la città (testo: Antonio Bella – musica: Rosario Bella)
8. Sono immune (testo: Mogol – musica: Gianni Bella)

## Formazione
- Marcella Bella – voce
- Charlie Cinelli – basso
- Alfredo Golino – batteria
- Massimo Luca – chitarra
- Vince Tempera – pianoforte
- Saretto Bella – tastiera
- Alessandro Bertozzi – programmazione
- Demo Morselli – tromba
- Claudio Pascoli – sax
- Amedeo Bianchi – sax
- Betty Maineri, Antonella Melone, Antonella Pepe – cori